# Tranvia Bergamo-Villa d'Almè
La tranvia Bergamo-Villa d'Almè, detta anche linea T2, è una linea metrotranviaria in costruzione che al suo completamento collegherà Bergamo a Villa d'Almè, reimpiegando il sedime della dismessa ferrovia della Valle Brembana.

## Storia
Nel maggio 2016 fu firmata una lettera d'intenti che impegnava gli enti siglanti alla realizzazione del progetto metrotranviario tra Bergamo e Villa d'Almé riutilizzando il sedime della dismessa ferrovia della Val Brembana. L'accordo fu siglato dalla Tramvie Elettriche Bergamasche (TEB), competente nella costruzione e nel futuro esercizio della tranvia, la Comunità montana della Valle Brembana, il consorzio del Parco dei Colli di Bergamo, l'amministrazione provinciale di Bergamo e quella comunale.
Nel 2019, il progetto ottenne il finanziamento di 125 milioni di euro da parte del Ministero delle infrastrutture e dei trasporti, a cui si aggiunsero altri 50 milioni di euro provenienti dal Piano nazionale di ripresa e resilienza (PNRR). 
Nel 2023, la TEB sottoscrisse il contratto per la progettazione esecutiva e la costruzione della linea tranviaria con il raggruppamento temporaneo d'imprese costituito da Impresa Milesi Sergio, Generale Costruzioni Ferroviarie, Škoda Transportation e Impresa Edile Stradale Artifoni.
I primi cantieri aprirono nel mese di aprile 2024.
A ottobre 2024, fu presentato uno studio sulla possibilità di proseguire la tranvia fino a San Giovanni Bianco lungo il percorso della ferrovia dismessa. In esso si propose la costruzione di una linea di Bus Rapid Transit che impiegherebbe il sedime della vecchia ferrovia fino a Zogno e quindi un nuovo percorso in sede propria fino a San Giovanni Bianco.

## Caratteristiche
La linea sarà una metrotranvia lunga 11,5 km interamente in sede riservata a doppio binario, a eccezione di un tratto nella galleria presso Ponteranica che resterà a binario semplice. All'incrocio con la tranvia proveniente da Albino, sorgerà la nuova fermata di Bergamo Bronzetti; da quest'impianto il percorso delle due linee sarà in comune fino a Bergamo.
Il tratto Bergamo Bronzetti-Villa d'Almè sarà servito da quattordici fermate, comprese le capotronco, ai quali si aggiungeranno le tre già esistenti sul tracciato Bergamo FS-Bergamo Bronzetti.
Per l'espletamento del servizio, TEB ha ordinato dieci nuove vetture che saranno fornite da Škoda Transportation e che saranno assegnate al deposito di Petosino, anch'esso in costruzione.